# Homer at the Bat
"Homer at the Bat" är avsnitt 17 från säsong tre av Simpsons och sändes den 20 februari 1992 på Fox. I avsnittet följer man softbollaget på Springfields kärnkraftverk under deras säsong. Efter några matcher slår Mr. Burns vad om att de kommer att vinna över Shelbyville och detta får honom att ta in flera elitspelare i laget. Avsnittet skrevs av John Swartzwelder och regisserades av Jim Reardon. Roger Clemens, Wade Boggs, Ken Griffey, Jr., Steve Sax, Ozzie Smith, José Canseco, Don Mattingly, Darryl Strawberry och Mike Scioscia gästskådespelar som sig själva. Även Terry Cashman medverkar och sjunger under eftertexterna låten "Talkin' Softball". Avsnittet var det första nya Simpsons-avsnittet som hade fler tittare än ett nytt Cosby-avsnitt.

## Handling
På Springfields kärnkraftverk tar de mot anmälningarna till företagets softbollag. Alla utom Homer vägrar gå med i laget, eftersom de alla är usla på sporten. Homer övertygar sina arbetskamrater till slut att gå med i laget efter att han avslöjat för dem att han har ett hemligt vapen, som visar sig vara ett hemmagjort slagträ, "Wonderbat". Till skillnad från förra säsongen går det bra för laget, så inför en match mot Shelbyvilles kärnkraftverk slår Mr. Burns vad med deras ägare, Aristoteles Amadopoulos om en miljon dollar. För att bli garanterad seger bestämmer Mr. Burns sig för att anställa basebollstjärnor till kärnkraftverket enbart för att få med dem i softbollaget. Mr. Burns ursprungliga plan var att bland annat låta Honus Wagner, Cap Anson, Mordecai Brown och Jim Creighton medverka men eftersom alla de hade dött lät han Waylon Smithers leta reda på några aktiva stjärnor. Smithers får tag i Roger Clemens, Wade Boggs, Ken Griffey, Jr, Steve Sax, Ozzie Smith, José Canseco, Don Mattingly, Darryl Strawberry och Mike Scioscia, som alla får ett tillfälligt jobb på kraftverket, bara för att kunna medverka i softbollaget, vilket inte uppskattas av de övriga i laget, eftersom de bara kommer att få sitta på bänken.
Inför matchen hamnar dock flera av stjärnspelarna i trubbel och kan inte medverka i matchen, Clemens blir hypnotiserad så han tror han är en kyckling. Boggs blir medvetslös av Barney efter hamnat i ett barslagsmål på Moe's Tavern, Griffey, Jr har fått en överdosering av en nervdryck, Sax har hamnat i häktet, Smith försvinner efter ett besök på Springfield Mystery Spot, Canseco hjälper en kvinna att rädda sina ägodelar från en brand. Mattingly blir avstängd eftersom Mr. Burns inte gillar hans polisonger trots att han inte har några och Scioscia har fått för hög dos av radioaktivitet och hamnat på sjukhus. Kvar är alltså bara det ursprungliga laget och Strawberry, vilket innebär att Homer blir den enda som sitter på bänken under matchen. Springfield går mot seger inför sista slaget då Burns byter ut Strawberry mot Simpson eftersom spelaren i motståndarlaget är vänsterhänt vilket inte uppskattas av publiken. Då Homer ska slå bollen missar han att träffa på bollen eftersom Mr. Burns distraherar honom så träffar bollen honom i huvudet och han blir medvetslös, men eftersom det räknas som en träff vinner Springfield och laget firar sin seger.

## Produktion
"Homer at the Bat" tog lång tid att producera. Den skrevs av John Swartzwelder som är ett stort fan av baseboll. Idén till avsnittet kom från Sam Simon, som ville ha ett avsnitt med Major League Baseball-spelare. Al Jean och Mike Reiss ville ha nio basebollspelare med, men trodde de bara kunde få tre som mest, men till slut fick de ändå nio basebollspelare att medverka. Varje basebollspelare spelade in sina repliker på ungefär fem minuter, därefter skrev de autografer i ungefär en timme. Flera basebollspelare tillfrågades, men alla tackade inte ja. Två av dem var Ryne Sandberg och Carlton Fisk. José Canseco var den enda som inte gillade sina repliker. Han tvingade manusförfattarna att skriva om hans repliker, eftersom han ville ses som en hjälte. Från början skulle han gå till sängs med Edna Krabappel och ligga kvar i sängen under matchen, men han ville inte eftersom han då var gift med Esther Haddad. Efter att avsnittet visats berättade han i pressen att han inte gillade sitt utseende men berättade att det var enkelt att spela in replikerna. Under 2007 ville San Jose Mercury News prata med honom om hans medverkan i serien. Han berättade för dem att det var 100 år sedan och lade därefter på luren.
Ken Griffey, Jr. förstod inte under inspelningen meningen med sina repliker. Inspelningen av hans repliker regisserades av Mike Reiss och med på inspelningen var också Ken Griffey, Sr.. Roger Clemens och Wade Boggs röstinspelningar regisserades av Jeff Martin. Mike Reiss regisserade därefter de övriga gästskådespelarna. Ozzie Smith ville senare gästskådespela i ett till avsnitt så att man kunde se att han kommit ut från Springfield Myster Spot. Mr. Burns tvingade i avsnittet Don Mattingly att klippa av sitt hår, vilket han i verkligheten fick göra ett år senare då han började spela för New York Yankees. Terry Cashman, Wade Boggs och Darryl Strawberry anser idag att de är mer kända för sin medverkan än karriären som basebollspelare. Terry Cashman som sjunger i avsnittet "Talkin' Softball" under eftertexterna anser att låten har blivit mer populär än originalet "Talkin' Baseball" som även finns på med Go Simpsonic with The Simpsons. De svåraste delarna med röstinspelningarna var att synkronisera delen då de talade samtidigt i scenen då de blir hypnotiserade eftersom de spelades in vid olika tillfällen. Rich Moore skulle från början regissera men eftersom han knappt kunde något om baseboll lät han Jim Reardon ta jobbet.

## Kulturella referenser
Avsnittet innehåller flera referenser till Den bäste. Homers hemliga vapen, "Wonderbat", är en referens till Roy Hobbs "Wonderboy". Scenen med explosionerna på arenan då Homer springer på planen är en referens från filmen . Under eftertexterna spelas "Talkin' Softball" som en parodi på "Talkin' Baseball". Texten skrevs av Jeff Martin men sjungs av Terry Cashman. Scenen då laget åker tåg mellan matcherna är en referens till Bragdernas man. Carl har ett ben från ett piano som slagträ som en referens till att Norm Cash en gång tävlade med ett bordsben.

## Mottagande
Avsnittet sändes den 20 februari 1992 på Fox. Samtidigt som programmet visades sändes Cosby som tidigare alltid hade haft högre tittarsiffror än Simpsons. "Homer at the Bat" fick en Nielsen ratings på 15.9 och blev då det första nya avsnittet från Simpsons som hade fler tittare än ett nytt avsnitt av Cosby. Sam Simon och Al Jean anser att avsnittet är deras favorit avsnitt. Harry Shearer och Julie Kavner gillade inte avsnittet eftersom de fokuserade för mycket på gästskådespelarna. de gillade inte heller skämtet om Mattinglys polisonger.
Warren Martyn och Adrian Wood har i I Can't Believe It's a Bigger and Better Updated Unofficial Simpsons Guide, kallat avsnittet för ett av de största avsnitten och de gillar olyckorna som drabbade stjärnspelarna. Chris Turner har i Planet Simpson, skrivit att avsnittet var ett bevis att Simpson har börjat få en guldålder. Nate Meyers gav i Digitally Obssessed avsnittet betyg fyra av fem eftersom manuset ger basebollstjärnorna en personlighet som man aldrig sett tidigare. Colin Jacobson på DVD Movie Guide gillade inte avsnittet och anser att avsnittet är den sämsta från säsong tre. Entertainment Weekly placerade avsnittet på plats 15 över de 25 bästa avsnitten. AskMen.com har placerat avsnittet på plats tre över de tio bästa avsnitten, där Rich Weir kallat avsnittet för en av de mest minnesvärda från serien. Avsnittet hamnade på första plats över ESPN.coms lista över de hundra bästa sportögonblicken i Simpsons under 2004. Greg Collins, kallade där avsnittet för den bästa Simpsons-avsnittet någonsin.
Eric Reinagel, Brian Moritz och John Hill har i Press & Sun-Bulletin utsett avsnittet till den fjärde bästa i seriens historia. IGN.com anser att gästskådespelarna i avsnittet är de 17:e bästa i seriens historia. Phoenix.com gillade alla gästskådespelare i avsnittet men bara Strawberry hamnade på deras topp 20-lista över de bästa gästskådespelarna som nummer fem.
I avsnittet sätter Homer en donut i halsen. På väggen bakom honom visar en poster hur man gör Heimlichmanövern. De använder dock inte den manövern i avsnittet eftersom han själv lyckas få bort biten ur halsen. I maj 1992 räddade Chris Bencze livet på sin bror genom att göra manövern. Han berättade att han såg hur man gjorde den från postern i avsnittet, och samma sak sade Aiden Bateman när han räddade livet på sin vän Alex Hardy i december 2007.